# Цари Коринфа
Список полулегендарных царей Коринфа архаического периода приводится во фрагменте Диодора, которого цитирует Георгий Синкелл , и в «Хронике Евсевия» (вводной и табличной частях). Они почти тождественны, кроме различия диалектов и того, что Диодор отводит первым царям на 4 года больше. О предыдущих мифических царях см. Мифы Коринфа.
Нижеследующий список исходит из табличных данных Евсевия:
- 1102 — Начинает править Алет. 35 лет (по Диодору, 38 лет). После его смерти власть неизменно переходила к старшему из его потомков.
- 1067—1030 — Иксион, 37 лет (по Диодору, 38 лет).
- 1030—993 — Агелай (Агел I). 37 лет.
- 993—958 — Примнид. 35 лет.
- 958—923 — Бакхис. 35 лет. От него цари получили имя Бакхидов.
- 923—893 — Агелас (Агел II). 30 лет.
- 893—868 — Евдем (Евдам). 25 лет.
- 868—833 — Аристомед. 35 лет.
- 833—817 — Агемон. 16 лет. Сын Евдама, брат Аристомеда. Лишил власти своего племянника Телеста.
- 817—792 — Александр. 25 лет.
- 792—779 — Телест. 12 лет. Последний царь, сын Аристомеда (у Павсания Аристодем) . Убил Александра и пришел к власти. Был убит родственниками Ариеем и Перантом [2].
- 779—778 — Автомен. 1 год. Установление ежегодных пританов.
- Патроклид (Гиппоклид). 1 год. Последний притан, убитый Кипселом [3].

Затем власть перешла к ежегодным пританам Бакхидам, которые правили 90 лет до установления тирании Кипсела, что произошло через 447 лет после возвращения Гераклидов. Оба этих числа, приводимые Диодором, не соответствуют сведениям Евсевия о том, что Кипсел установил тиранию в 661/60 году.